# 擊倒

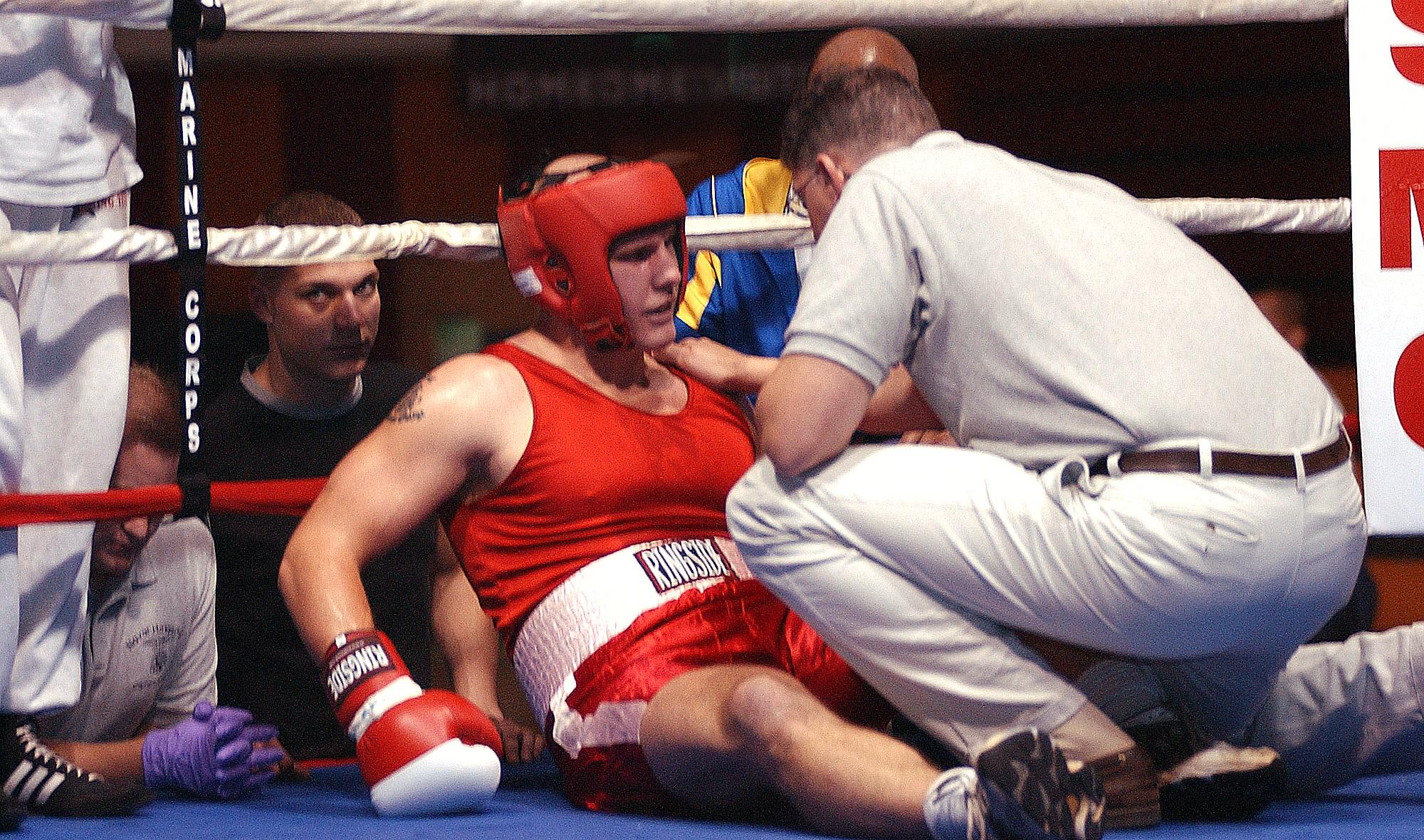
一名拳擊手被擊倒，並被裁判數了10秒

擊倒 （英語：knock out，縮寫為KO或K.O.）是搏擊運動（像是拳擊、泰拳、綜合格鬥）中的一種勝利判定。當一名參賽者被打倒在擂台上，經過一段規定的時間仍無法站起來，即為擊倒。典型的原因是因為疲勞、受傷（例如臉部上方流血導致選手暫時失明）、失去平衡、失去意識。
技術擊倒（縮寫為TKO或T.K.O.）是指裁判或醫生判定該名選手無法再繼續比賽，或是選手本身、選手教練決定放棄比賽（通常是丟毛巾進場），即使該名選手並未被打倒在地或是倒地尚未經過規定時間。在某些比賽中，選手被打倒三次也會被判定為技術擊倒在英國則將技術擊倒記錄為「棄權」。

## 物理特性

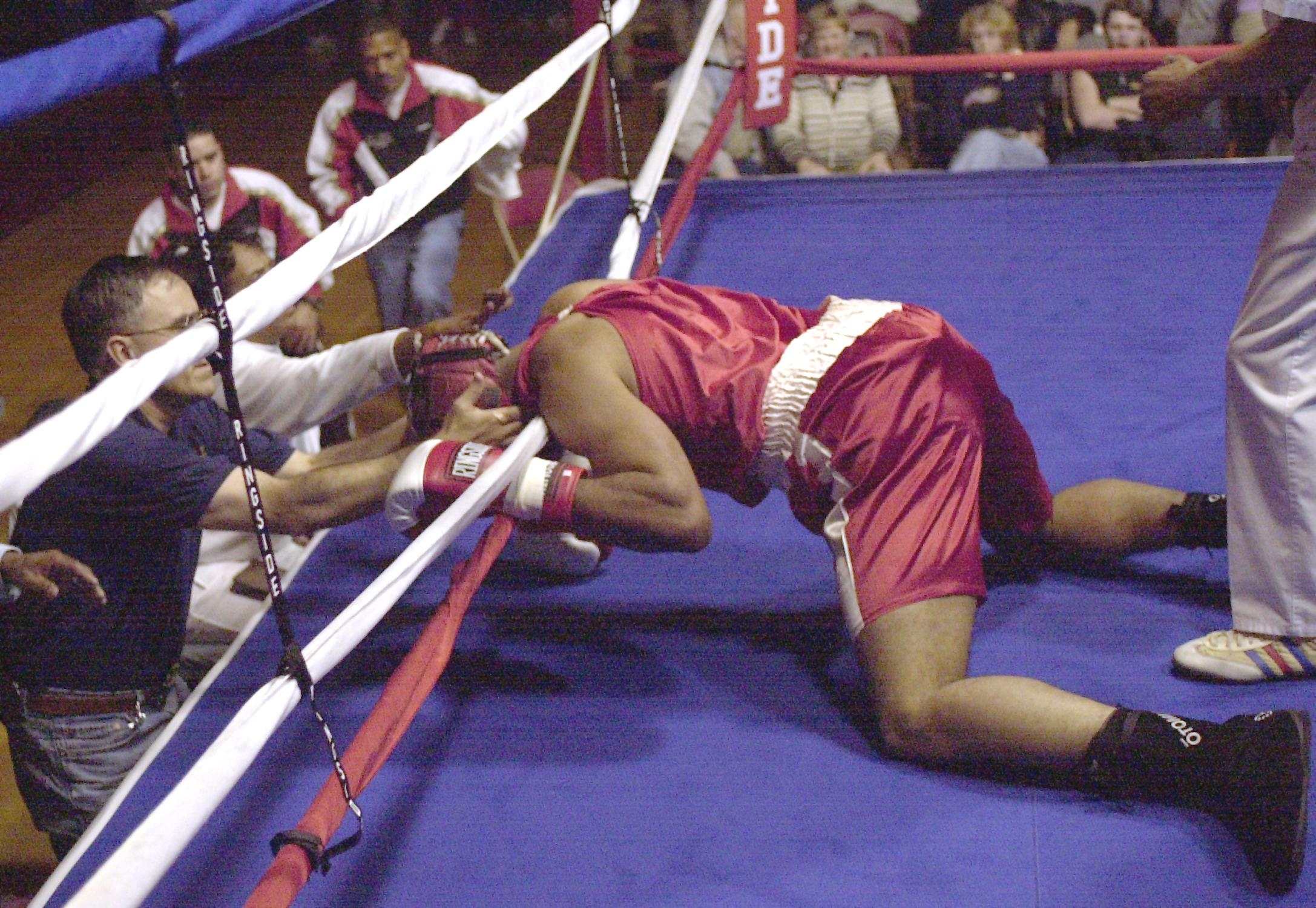
擊倒可能會導致暫時失去知覺

擊倒的真正原因並未被證實，但是一般認為是由於腦部遭到微創傷造成，通常發生於頭部遭到打擊，使得頭部快速的轉動或是晃動。也因此拳擊的基本防守準則就是將兩手舉起至臉部附近，以保護頭部。

### 後遺症
對頭部重覆的晃動會造成腦部損傷，引發阿茲海默症，在某些案例中甚至會造成中風、癱瘓甚至死亡，例如韓國拳擊手崔堯三即在拳賽中遭對手重擊後倒下，並於賽後腦死身亡。知名拳擊手穆罕默德·阿里也因為長年的腦損傷而於退休後罹患帕金森氏症。

### 誤解
對擊倒有一種常見的誤解，認為擊倒是因為頭部快速扭動造成頸動脈受到壓迫，導致昏厥。

## 拳擊中的擊倒
在拳擊中，一位選手因為對手的打擊造成除了腳以外的部份（包括膝蓋）碰觸到擂台，這也包括選手吊掛在邊繩或是角柱上，就會被判定為一次擊倒在地。倒下後裁判便會開始數秒，一位拳擊手被打倒在地並且未在裁判數到10以前站起來擺出戰鬥姿態，即會被視為擊倒敗。
如果一位選手因為擊倒（或是技術擊倒）而輸掉比賽，那他將會在30天內禁止參加拳賽；如果在3個月內被兩度擊倒敗，則禁止參賽3個月；一年內被三度擊倒敗，則禁止參賽一年。